# Sex mezi prsa

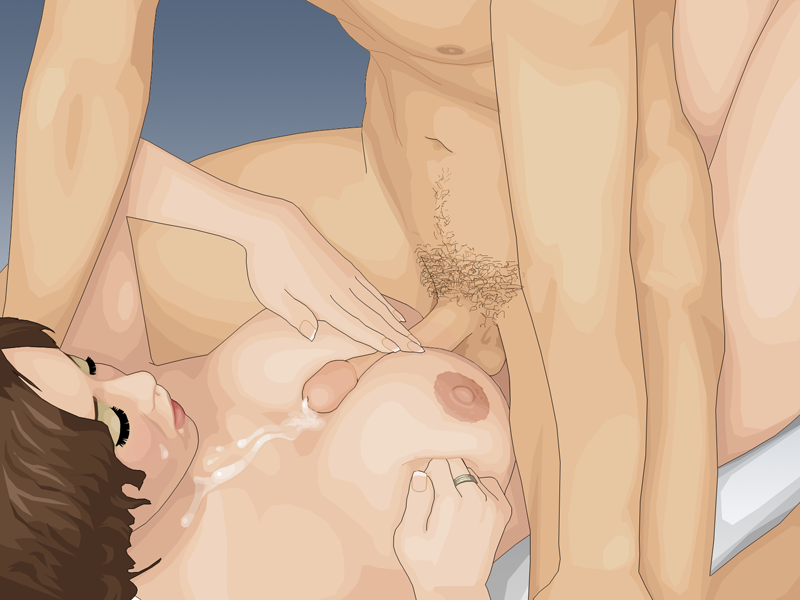
Sex mezi prsa (ilustrativní náčrt)

Sex mezi prsy (slangově sex mezi kozy[zdroj⁠?!]) je sexuální praktika realizovaná buď v rámci předehry nebo jako nepentrační sex, která zahrnuje stimulaci mužského penisu ženskými prsy.